# Pindobaçu
Pindobaçu este un oraș în statul Bahia (BA) din Brazilia.